# Mustang

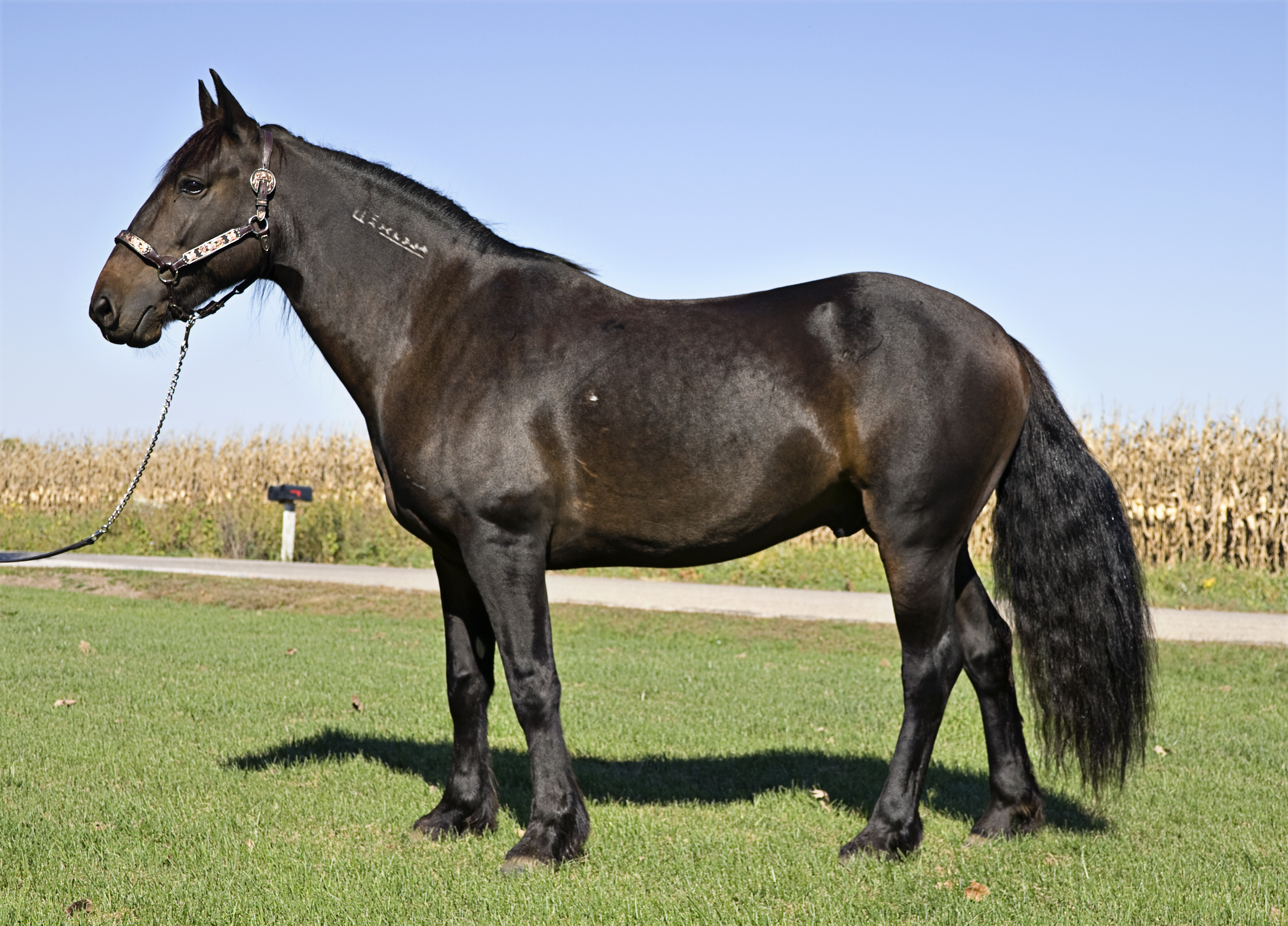
Mustang adoptowany od BLM

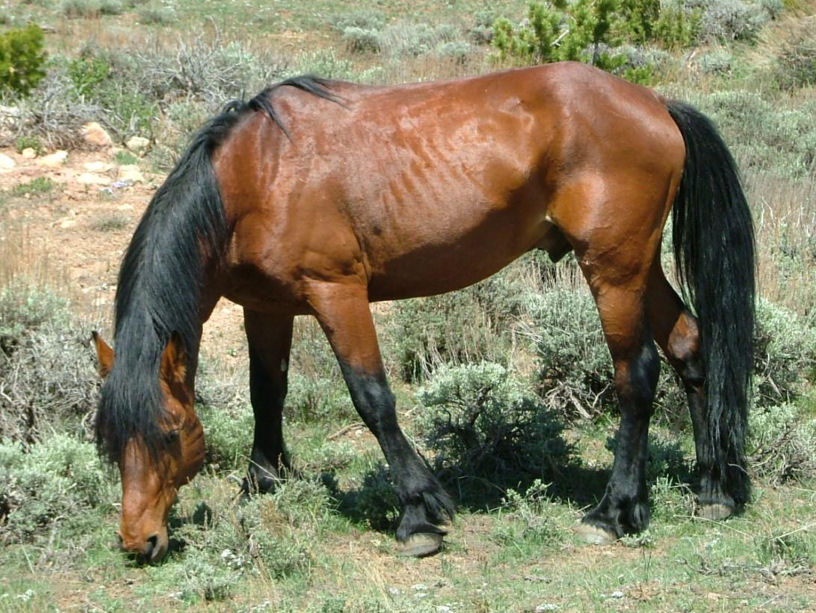
Mustang w Pryor Mountains (2009)

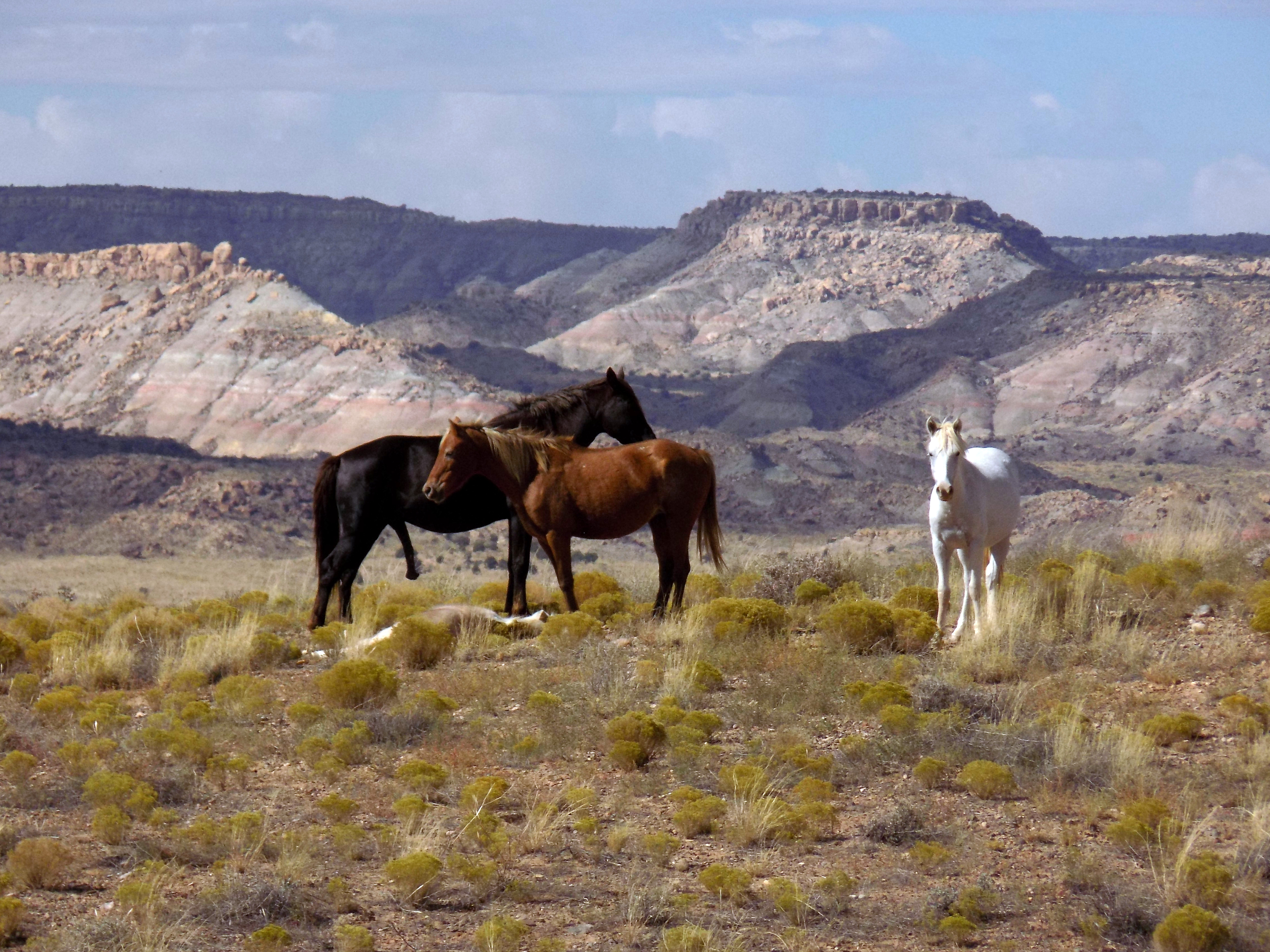
Mustangi w stanie Nowy Meksyk, w pobliżu „Four Corners” (granicy ze stanami Utah, Arizona i Kolorado)

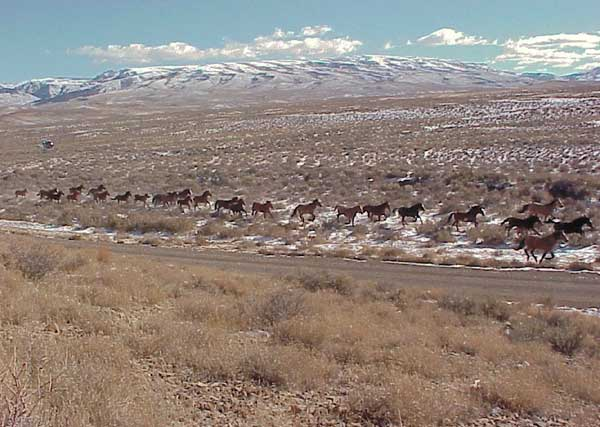
Mustangi w stanie Nevada

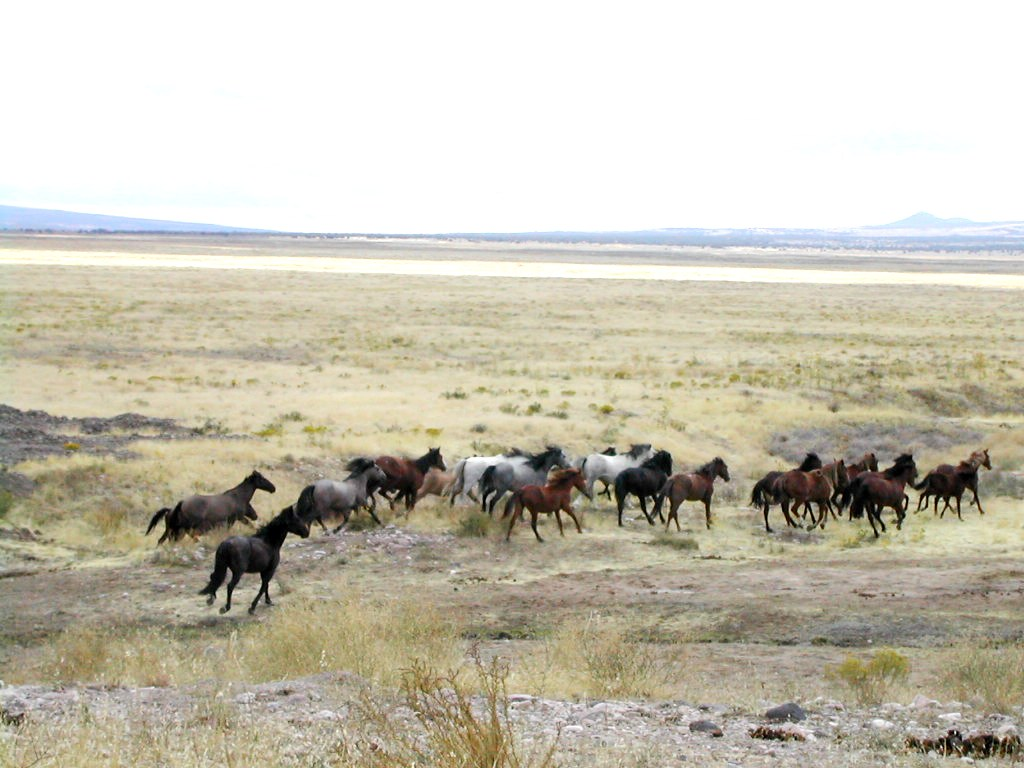
Stado mustangów na prerii w stanie Utah

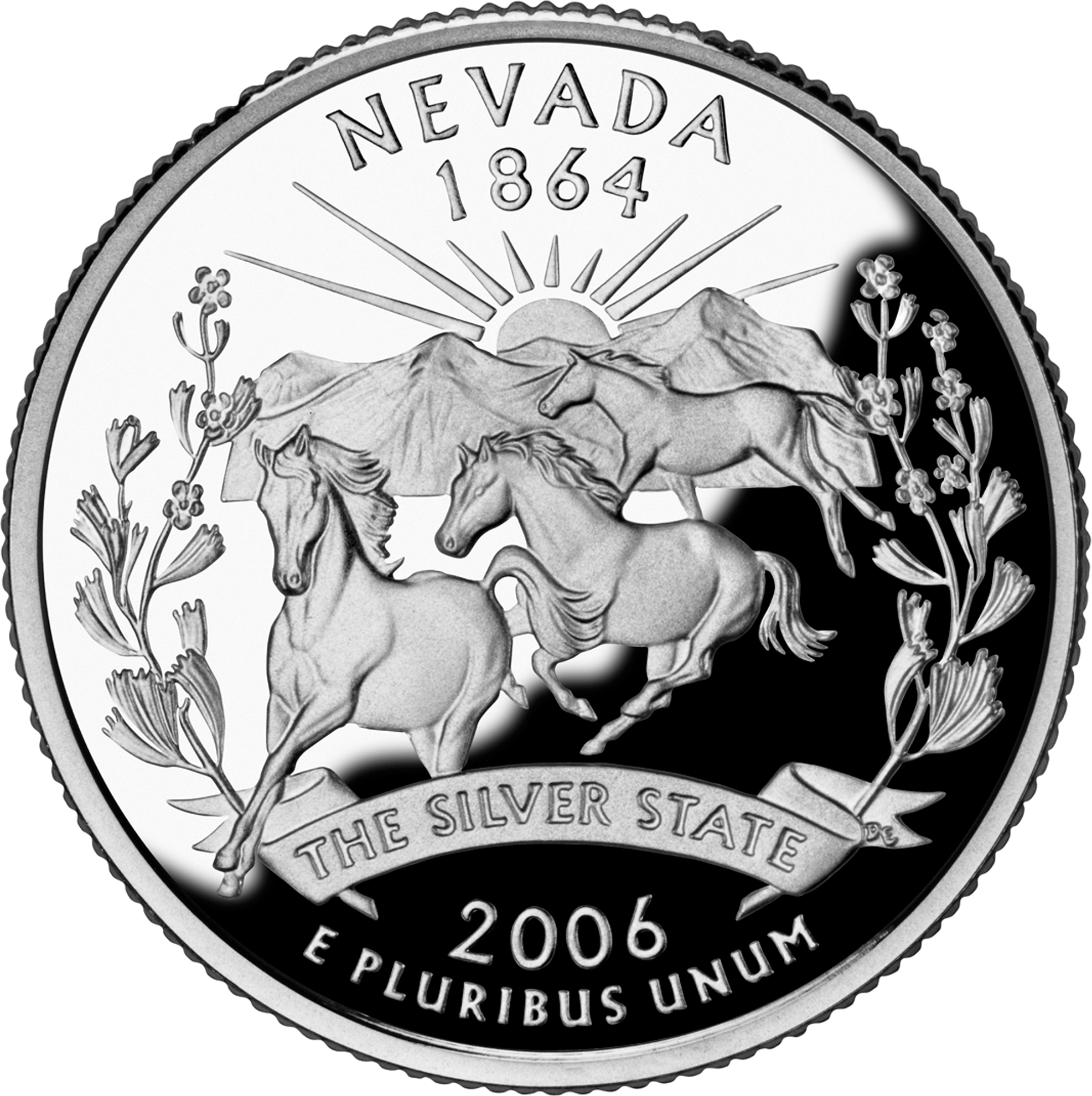
Mustangi na ćwierćdolarówce z 50 amerykańskimi stanami

Mustang – rasa zdziczałych koni, wywodzących się od koni przywiezionych do Ameryki Północnej z Hiszpanii w XVI w. przez hiszpańskich konkwistadorów. Część przywiezionych przez nich koni, w różnych okolicznościach dostała się na wolność i wtórnie zdziczała, tworząc na prerii nową rasę bardzo wytrzymałych koni zwanych mustangami. Konie udomowione uciekały z zagród i dołączały do dzikich stad, lub dzikie ogiery same uprowadzały klacze. Także podczas bitew, konie które przeżyły, a utraciły jeźdźców dziczały i dołączały do stad mustangów, lub tworzyły własne stada.
Mustangi żyją w niewielkich stadach. W XVIII w. bardzo liczna rasa występująca w Stanach Zjednoczonych (około 5 milionów osobników). W końcu XIX w. szacowano liczbę mustangów żyjących na wolności na 1 – 2 miliony. Obecnie prawie wytępiony, nieliczne osobniki (około 10 tysięcy) znajdują się pod ochroną od 1971. Pomimo tego nadal padają ofiarą farmerów i hodowców bydła. Słowo mustang pochodzi od hiszpańskiego mesteño, co oznacza bez właściciela.

## Pochodzenie i populacja
Mustangi pojawiły się na skutek działalności człowieka. Jako hiszpańskie konie uciekły człowiekowi i zdziczały. Swoim działaniem człowiek o mało nie doprowadził do ich wyginięcia. Pod koniec XVIII w. było ich około 5 milionów. Kiedy zaczęto uprawiać prerię, zaczęto również zabijać mustangi. Ginęły one tysiącami. Najwięcej zabito ich jednak w XX w., kiedy to w trakcie I wojny światowej strzelano do nich ze względu na ich skórę i mięso oraz żeby zapewnić pokarm zwierzętom domowym.

## Wygląd
Mustang, który jest spokrewniony ze wszystkimi rasami koni, niewiele się od nich różni. Większość z nich posiada cechy swoich hiszpańskich przodków – czyli głowa o prostym lub garbonosym profilu oraz charakterystyczna sylwetka. Przeciętna wysokość w kłębie 142 centymetry (140-150 cm), mają silne nogi, zwarty tułów, mocne, małe kopyta, są wytrzymalsze i mają silniejsze uzębienie niż konie udomowione. Ważą około 360 kg (rzadko powyżej 400 kg). Krzyżówki z innymi rasami koni spowodowały, że mustangi nie mają określonej maści. Średnia długość życia mustanga wynosi około 20 lat.

## Pożywienie
Tak jak cała rodzina koniowatych, tak i mustang odżywia się jedynie roślinami (trawa, zioła, nasiona i liście). Mustangi żyjące na amerykańskich preriach przystosowały się do panujących tam surowych warunków. Nauczyły się między innymi rozbijać lód w zamarzniętych przeręblach, a także wytrzymywać wiele dni bez pożywienia i wody. Mustangi w dużej mierze przyczyniają się do rozsiewania roślin; niestrawione nasiona niektórych gatunków roślinnych wydalane są wraz z odchodami mustangów.

## Tabuny
Mustangi, aby ochronić się przed swoimi naturalnymi wrogami między innymi wilkami, kojotami, pumami, tworzą niewielkie tabuny, składające się z dorosłego ogiera (6-letniego i powyżej), różnej liczby dorosłych klaczy (liczba waha się od 2 do 18 osobników) oraz źrebiąt. Łącząc się w stada, szybciej znajdują pożywienie. 3-letni ogier jest wydalany ze stada i tworzy wraz z innymi ogierami bez własnego stada nową grupę. Każde stado posiada własne terytorium, którego broni i na którym poszukuje pożywienia. Mustangi tolerują inne stada na skraju swojego terytorium, a z czasem w obronie przed wrogiem łączą się z nimi. Każde stado posiada tak zwaną klacz-przewodniczkę, która w razie niebezpieczeństwa prowadzi stado w bezpieczne miejsce, podczas gdy ogier pozostaje, aby stawić czoło niebezpieczeństwu. Często dochodzi do walk między młodymi ogierami a przewodnikiem stada o klacze.

## Występowanie i sytuacja mustangów obecnie
Mustangi w niewielkiej liczbie występują w co najmniej 10 zachodnich amerykańskich stanach. Ponad połowa z nich żyje w Nevadzie.
Od 1959 objęto mustangi częściową ochroną zakazując polowań z wykorzystaniem pojazdów mechanicznych. Nadzór nad mustangami sprawuje federalny Urząd Zagospodarowania Terenu – BLM (Bureau of Land Management) powołany w 1971. Jego zadaniem jest ochrona i zarządzanie stadami żyjącymi na podległych mu terenach. Ponieważ mustangi w dzisiejszych czasach mają niewielu naturalnych wrogów, BLM musi kontrolować ich liczbę poprzez przekazywanie dzikich koni w celu udomowienia, lub poprzez odstrzał nadliczbowych koni.

## Rozmnażanie
Okres godowy klaczy trwa od kwietnia do lipca. Ciąża trwa od 330 do 335 dni (około 11 miesięcy). Oznacza to, że źrebię rodzi się w okresie wiosennym lub letnim, co daje mu czas na dorośnięcie przed zimą. Kiedy klacz ma się oźrebić, odłącza się od stada w poszukiwaniu odpowiedniego miejsca. Zazwyczaj klacz rodzi jedno źrebię, rzadziej dwa. Tak jak inne koniowate, tak i źrebak mustanga, staje i porusza się o własnych siłach już kilka godzin po narodzinach. Razem z matką wraca do stada kilka dni po przyjściu na świat. Ogier nie toleruje innych ogierów w stadzie, dlatego kiedy źrebię osiąga 3 lata zostaje ze stada wyrzucone. 3-letni ogier jest jednak zbyt słaby, aby przyciągnąć inne klacze i utworzyć własne stado, dlatego trzyma się razem z innymi wyrzuconymi ogierami. Najczęściej tworzą własne stado w wieku 6 lat.